# وينستون فرنسيس
وينستون فرنسيس (بالإنجليزية: Winston Francis)‏ هو مغني جامايكي، ولد في 1948 في كينغستون في جامايكا.

## وصلات خارجية
- الموقع الرسمي
- وينستون فرنسيس على موقع ميوزك برينز (الإنجليزية)
- وينستون فرنسيس على موقع ديسكوغز (الإنجليزية)